# Rasmus Mägi
Rasmus Mägi (* 4. Mai 1992 in Tartu) ist ein estnischer Hürdenläufer, der sich auf die 400-Meter-Distanz spezialisiert hat, aber auch in anderen Disziplinen an den Start geht.

## Sportliche Laufbahn
Erste internationale Erfahrungen sammelte Rasmus Mägi im Jahr 2009, als er bei den Jugendweltmeisterschaften in Brixen im 400-Meter-Hürdenlauf bis in das Halbfinale gelangte und dort mit 53,97 s ausschied. Anschließend gewann er beim Europäischen Olympischen Jugendfestival (EYOF) in Tampere in 52,85 s die Bronzemedaille. Im Jahr darauf schied er bei den Juniorenweltmeisterschaften in Moncton mit 53,86 s in der ersten Runde aus und 2011 nahm er im 400-Meter-Lauf an den Halleneuropameisterschaften in Paris teil und schied dort mit 48,49 s ebenfalls im Vorlauf aus. Anschließend belegte er bei den Junioreneuropameisterschaften in Tallinn in 50,63 s den vierten Platz und gelangte dann bei der Sommer-Universiade in Shenzhen mit 50,14 s im Halbfinale aus. 2012 erreichte er bei den Europameisterschaften in Helsinki in 50,01 s Rang fünf und qualifizierte sich damit auch für die Olympischen Spiele in London, bei denen er mit 50,05 s in der ersten Runde ausschied.
2013 gewann er bei den U23-Europameisterschaften in Tampere mit neuem Landesrekord von 49,19 s die Bronzemedaille hinter dem Serben Emir Bekrić und Sebastian Rodger aus dem Vereinigten Königreich. Anschließend nahm er erstmals an den Weltmeisterschaften in Moskau teil und schied dort mit 49,42 s im Halbfinale aus. Im Jahr darauf gewann er bei den Europameisterschaften in Zürich in 49,06 s die Silbermedaille hinter dem Schweizer Kariem Hussein und verbesserte zuvor im Halbfinale mit 48,54 s seinen Landesrekord. Daraufhin vertrat er Europa beim Continentalcup in Marrakesch und wurde dort in 49,23 s Vierter. 2015 nahm er erneut an den Weltmeisterschaften in Peking teil und erreichte dort das Halbfinale, in dem er mit 48,76 s ausschied. Auch bei den Leichtathletik-Europameisterschaften 2016 in Amsterdam schied er mit 49,50 s im Halbfinale aus und schaffte zudem die erneute Qualifikation für die Olympischen Spiele in Rio de Janeiro, bei denen er bis in das Finale gelangte und dort mit neuem Landesrekord von 48,40 s den sechsten Platz belegte.
2017 qualifizierte er sich ein weiteres Mal für die Weltmeisterschaften in London, ging dort aber kurzfristig nicht an den Start. Im Jahr darauf wurde er bei den Europameisterschaften in Berlin in 48,75 s Sechster und 2019 schied er bei den Weltmeisterschaften in Doha mit 48,93 s im Halbfinale aus. 2020 siegte er in 49,32 s beim P-T-S Meeting und im Jahr darauf siegte er in 48,87 s beim Meeting Iberoamericano und wurde anschließend in 48,83 s Dritter beim Herculis. Anschließend nahm er erneut an den Olympischen Spielen in Tokio teil und gelangte dort erneut bis ins Finale, in dem er mit neuem Landesrekord von 48,11 s auf dem siebten Platz einlief.
2022 wurde er beim Meeting International Mohammed VI d’Athlétisme de Rabat in 48,73 s Zweiter und siegte anschließend in 47,82 s bei den Paavo Nurmi Games und wurde bei den Bislett Games in 48,51 s erneut Zweiter. Daraufhin klassierte er sich bei den Weltmeisterschaften in Eugene mit 48,92 s im Finale auf dem achten Platz. Im Jahr darauf wurde er bei der 2. Liga der Team-Europameisterschaft im Rahmen der Europaspiele in Chorzów in 48,63 s Erster und sicherte sich damit ligenübergreifen die Silbermedaille hinter dem Italiener Alessandro Sibilio. Zudem wurde er in der Mixed-Staffel über 4-mal 400 Meter in 3:19,47 min Erster. Im Juli wurde er bei der Bauhaus-Galan in 49,04 s Dritter und belegte dann bei den Weltmeisterschaften in Budapest in 48,33 s im Finale den siebten Platz. 2024 wurde er beim Prefontaine Classic in 48,85 s Zweiter und anschließend belegte er bei den Europameisterschaften in Rom in 48,13 s den vierten Platz. Daraufhin siegte er in 48,42 s bei den Paavo Nurmi Games und wurde beim Meeting de Paris in 47,95 s Zweiter. Im August belegte er bei den Olympischen Sommerspielen in Paris in 52,53 s im Finale den siebten Platz.
In den Jahren 2012, 2016 und 2017 sowie von 2020 bis 2022 und 2024 wurde Mägi estnischer Meister im 400-Meter-Lauf sowie 2014 und 2015 und 2018, 2023 und 2024 über 400 m Hürden. In der Halle siegte er von 2010 bis 2013 über 400 Meter, 2011 zusätzlich im 200-Meter-Lauf und 2012 im Weitsprung.

## Persönliche Bestleistungen
- 200 Meter: 21,90 s (+1,2 m/s), 6. Juli 2011 in Rakvere
  - 200 Meter (Halle): 21,95 s, 24. Januar 2012 in Tallinn
- 300 Meter: 32,89 s, 21. August 2021 in Pärnu
- 400 Meter: 45,35 s, 25. Juni 2022 in Tallinn (estnischer Rekord)
  - 400 Meter (Halle): 47,23 s, 18. Februar 2012 in Tartu
- 400 m Hürden: 47,82 s, 14. Juni 2022 in Turku (estnischer Rekord)
- Weitsprung: 7,25 m (+0,1 m/s), 30. Juli 2011 in Tallinn
  - Weitsprung (Halle): 7,73 m, 19. Februar 2012 in Tartu

## Auszeichnungen
- Estlands Sportler des Jahres 2014 und 2016